# Gabriel Nadeau-Dubois
Pour les articles homonymes, voir Nadeau, Dubois et GND.
Gabriel Nadeau-Dubois, parfois désigné par ses initiales GND, né le 31 mai 1990 à Montréal, est un homme politique québécois. Figure de la grève étudiante québécoise de 2012, il est député à l'Assemblée nationale du Québec de la circonscription de Gouin depuis 2017 sous la bannière de Québec solidaire, dont il est le co-porte-parole de mai 2017 à mars 2025.
En mars 2025, il annonce son départ de la vie politique, invoquant les défis rencontrés par Québec solidaire au cours des deux dernières années. Il renonce alors à son poste de porte-parole masculin et de chef parlementaire du parti, mais continuera d'exercer son mandat de député de Gouin jusqu'à son terme.

## Biographie

### Jeunesse et débuts en militantisme
Né le 31 mai 1990 à Montréal, dans une famille de militants — ses parents se sont rencontrés dans le mouvement étudiant catholique et son père a milité dans des organisations syndicales et écologistes —, Gabriel Nadeau-Dubois est initié très tôt au militantisme. Écolier, il accompagne son père dans des assemblées syndicales.
Après ses études au Collège Regina Assumpta, une école privée de Montréal, où il remet en question le mode de désignation des représentants des élèves par la direction, Gabriel Nadeau-Dubois se joint à l'Association pour une solidarité syndicale étudiante (ASSÉ) comme étudiant au Collège de Bois-de-Boulogne durant l'automne 2007. Le jeune militant est également élu sur l'exécutif de son association étudiante collégiale à titre de responsable aux affaires externes et vice-président.
En 2009, il commence un baccalauréat en histoire, culture et société à l'Université du Québec à Montréal (UQAM). Il est également, en 2017, titulaire d'une maîtrise en sociologie de la même université. Il est le titulaire d'une bourse d'excellence du millénaire.
Durant l'année 2010-2011, Nadeau-Dubois est élu membre du comité journal de l'ASSÉ et est responsable de la coordination de la production du journal national de l'organisation. Il fait son entrée sur l'exécutif l'année suivante, en avril 2010, à titre de Secrétaire aux communications et porte-parole. En décembre 2011, il est confirmé dans ses fonctions de co-porte-parole de la Coalition large de l'Association pour une solidarité syndicale étudiante (CLASSE), avec Jeanne Reynolds. Cette fonction l’amène à devenir une figure de proue du printemps 2012 et un des porte-voix principaux du mouvement étudiant de l'époque.
Il se joint par la suite à plusieurs mouvements citoyens, dont Coule pas chez nous et le collectif Élan global, en plus de collaborer régulièrement à Radio-Canada comme chroniqueur politique,.

### Printemps érable

#### Porte-parole étudiant vedette

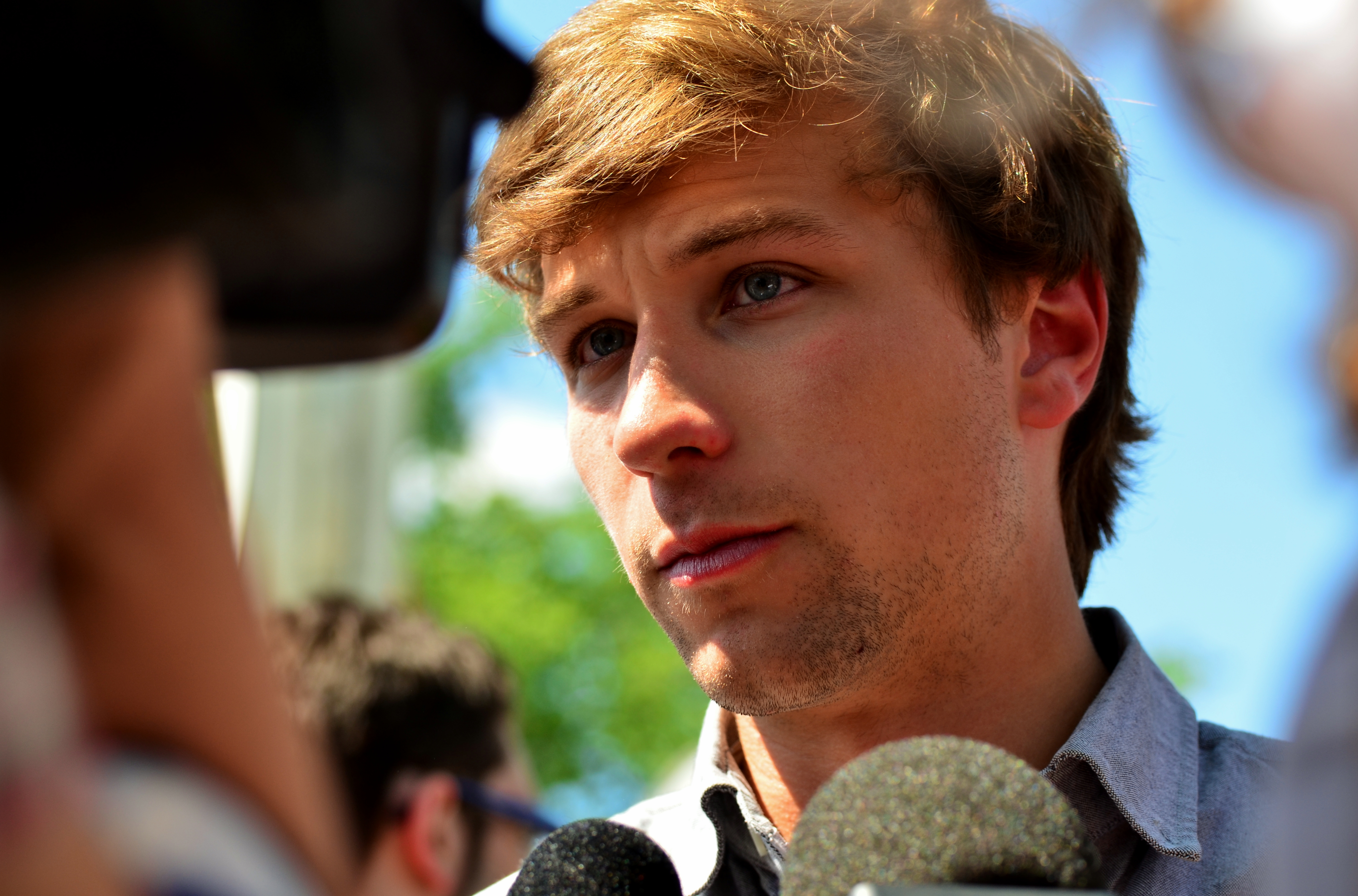
Gabriel Nadeau-Dubois durant un point de presse lors de la manifestation du 22 juin 2012 à Québec.

Depuis le début de la grève étudiante québécoise de 2012, il représente, aux côtés de Léo Bureau-Blouin et de Martine Desjardins, une des figures médiatiques du mouvement étudiant opposé à la hausse des frais de scolarité,,. La CLASSE fonctionnant par démocratie directe, ni Gabriel Nadeau-Dubois, ni Jeanne Reynolds ne sont toutefois des « leaders » étudiants : « La CLASSE n'a pas de leader, mais deux porte-paroles égaux, l'autre étant Jeanne Reynolds. Les porte-paroles doivent représenter l'Association sans se mettre en avant.»
Il affirme ne pas vouloir devenir le chef de ce mouvement, et nie vouloir s’impliquer sur la scène politique. Les violences qu’il qualifie de marginales à la grève, seraient engendrées, selon lui, par la police et leurs violences perpétrés sur des étudiants pacifiste lassés après des semaines de luttes. Nadeau-Dubois dénonce en 2013 sur le plateau de Tout le monde en parle (Québec) que la grève fut l’objet de la plus grande vague d’arrestation de l’histoire du Québec avec plus de 3 500 arrestations. Même si le bras de fer entre ce gouvernement et le peuple peut rappeler les manifestations du Printemps arabe il refuse l’emploi du terme “Printemps érable”, proposé par les médias français, pour qualifier cette lutte, qui a des ampleurs et des objectifs bien différents. Par ailleurs les trois principes ardemment défendus par Nadeau-Dubois et la CLASSE sont l’accessibilité aux études, la critique de la marchandisation de l’éducation ainsi que la critique de la classe politique québécoise. En effet, il juge l’austérité et la politique du gouvernement libéral obsolète ainsi que désintéressé de l’opinion publique. Il est donc en retour critiqué et peu apprécié chez les politiciens.
La ministre de l'Éducation, Line Beauchamp et celui de la Sécurité publique, Robert Dutil, ont personnellement reproché à Nadeau-Dubois son incapacité « à lancer un appel au calme ou à condamner la violence de façon claire ». Cette personnalisation du débat et l'hypermédiatisation de Gabriel Nadeau-Dubois ont provoqué certains remous au sein de la CLASSE, qui a discuté du rôle des porte-paroles lors de son congrès des 28 et 29 avril 2012.

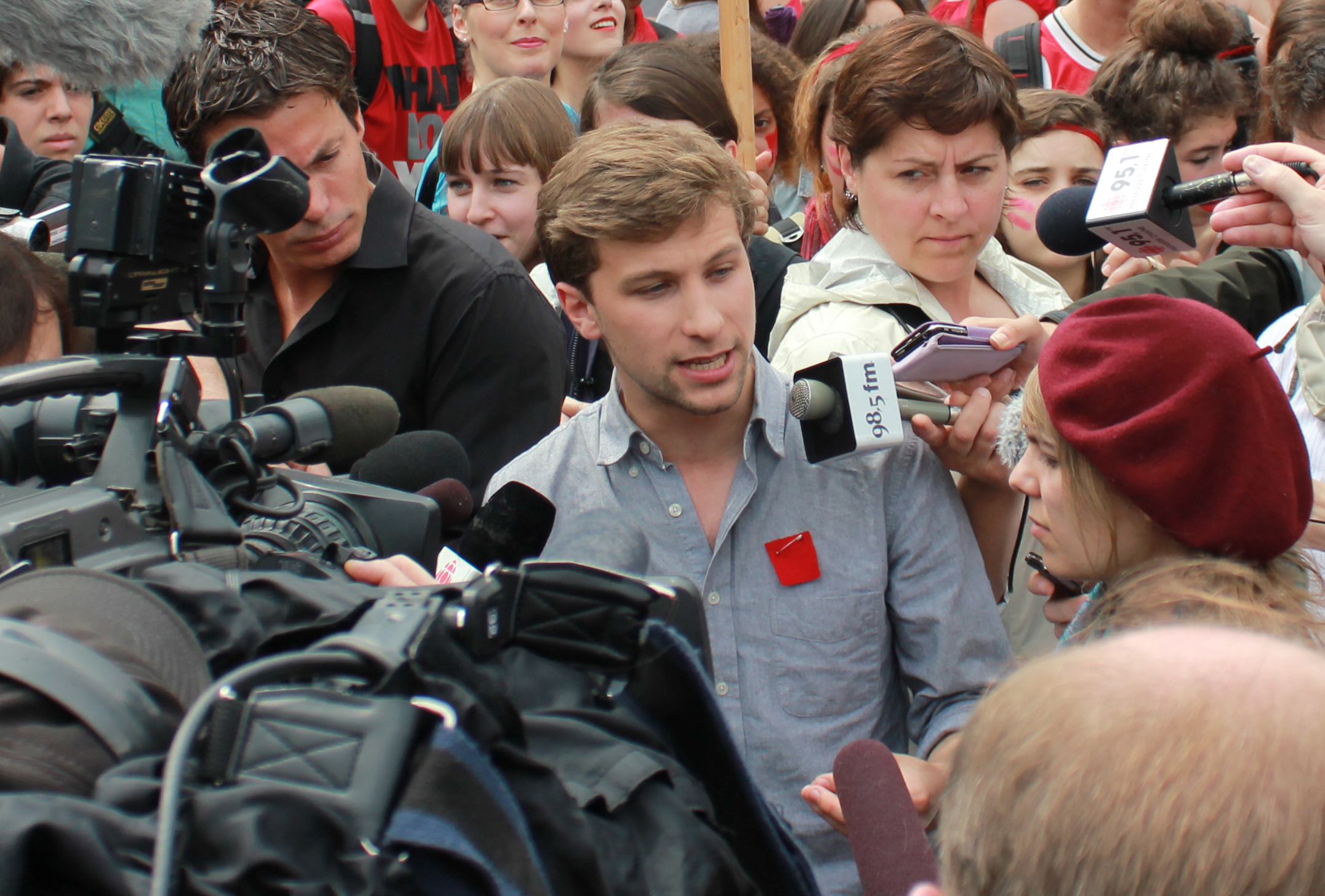

Son rôle de porte-parole de la position de la CLASSE dans le débat entourant la grève étudiante l'a forcé à modifier son mode de vie. Sujet de rumeurs, d'attaques personnelles et de cinq menaces de mort par semaine — sur Twitter et par la poste —, il doit s'entourer de gardes du corps lors de ses participations aux manifestations, selon le quotidien londonien The Guardian, qui lui a consacré un article durant le conflit.
Le 1er juin 2012, Nadeau-Dubois indique qu'il demandera un renouvellement de mandat à titre de porte-parole jusqu'à la fin de la grève. Il annonce également qu'il quittera le mouvement étudiant au terme du conflit, se disant « fatigué » de la pression qu'on a fait porter sur ses épaules au cours du conflit.
Il démissionne de son poste de porte-parole le 9 août 2012. Dans sa lettre de démission, publiée par le quotidien Le Devoir, il affirme que le mouvement de grève a soulevé des questions beaucoup plus profondes et « remis en question des institutions sclérosées et corrompues qui avaient grand besoin de l’être ». Il regrette toutefois que le gouvernement de Jean Charest soit encore au pouvoir, un gouvernement qui est, selon lui, « l’incarnation même de la corruption et du détournement des institutions publiques ».

#### Poursuite contre Gabriel Nadeau-Dubois

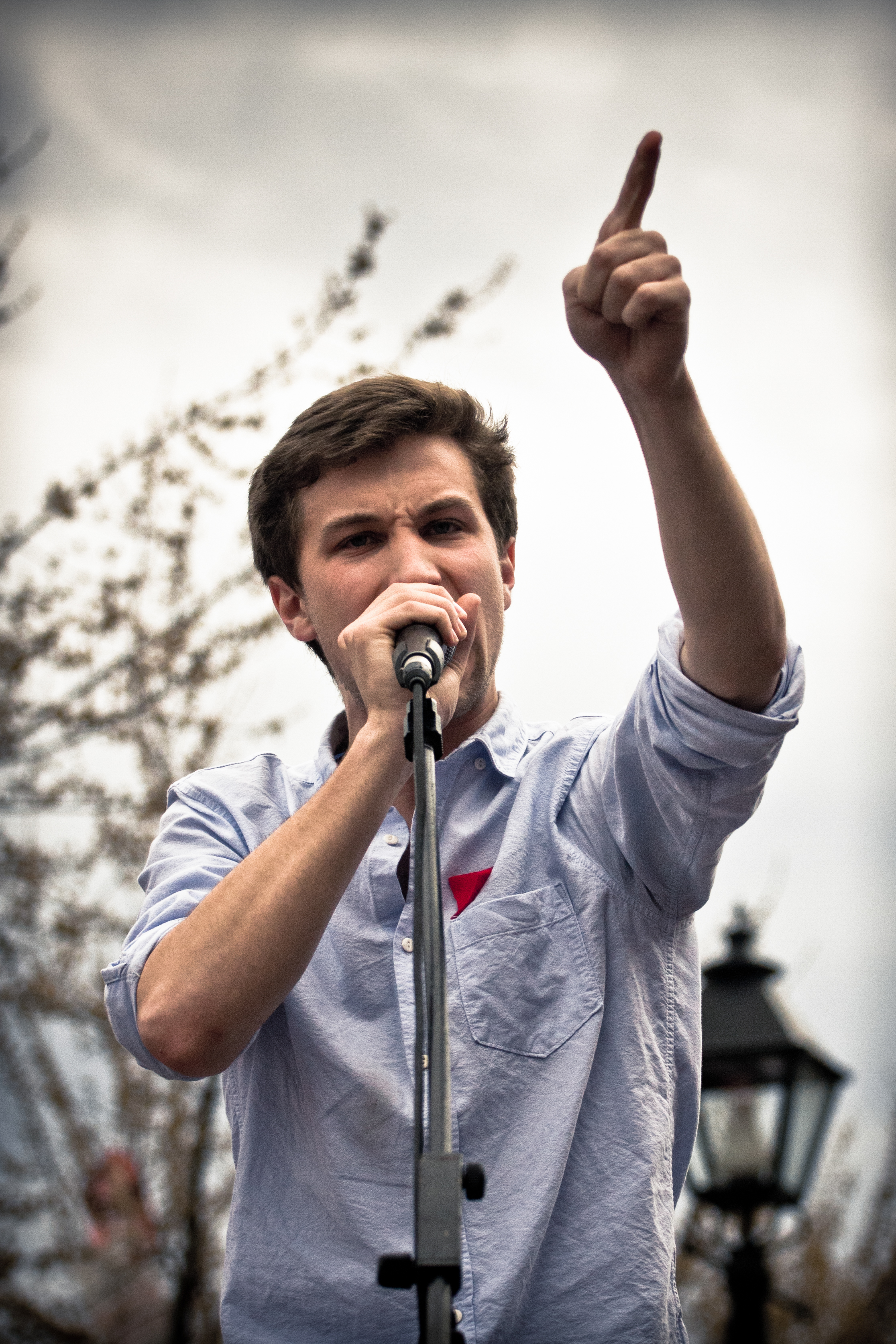
En 2012

Le 12 avril 2012, un étudiant en arts visuels de l'Université Laval, Jean-François Morasse, demande et obtient du juge Jean Hamelin de la Cour supérieure du Québec, une injonction contre son association étudiante afin de pouvoir poursuivre ses cours. L'étudiant, dont l'injonction provisoire est renouvelée à deux reprises, a accès à ses cours. Il décide néanmoins d'entreprendre un recours en outrage au tribunal le 15 mai après avoir entendu les propos de Gabriel Nadeau-Dubois, qui a déclaré le 13 mai à l'antenne de la chaîne d'information en continu RDI qu'il est légitime pour les étudiants de faire respecter le vote de grève.
Le 22 janvier 2015, la Cour d'appel acquitte Gabriel Nadeau-Dubois.
Le 27 octobre 2016, la Cour suprême du Canada rejette l'appel de Morasse et confirme l'acquittement par la Cour d'appel.

#### Retour sur les événements
En raison de la notoriété acquise durant la grève étudiante, plusieurs croient qu'il se présentera à court terme en politique. Cependant, il écarte cette possibilité. Selon lui, le meilleur moyen d'arriver vers la gratuité scolaire et la justice sociale consiste à militer au sein des mouvements sociaux afin de mobiliser le public. Cependant, près d'un an après la grève étudiante, il affirme qu'il ne ferme désormais plus la porte à se présenter en politique parlementaire.
À l'automne 2013, il publie, chez Lux Éditeur, un essai portant sur la grève étudiante de 2012 et sur son propre engagement, Tenir tête.

### Fin d'études et implications syndicales

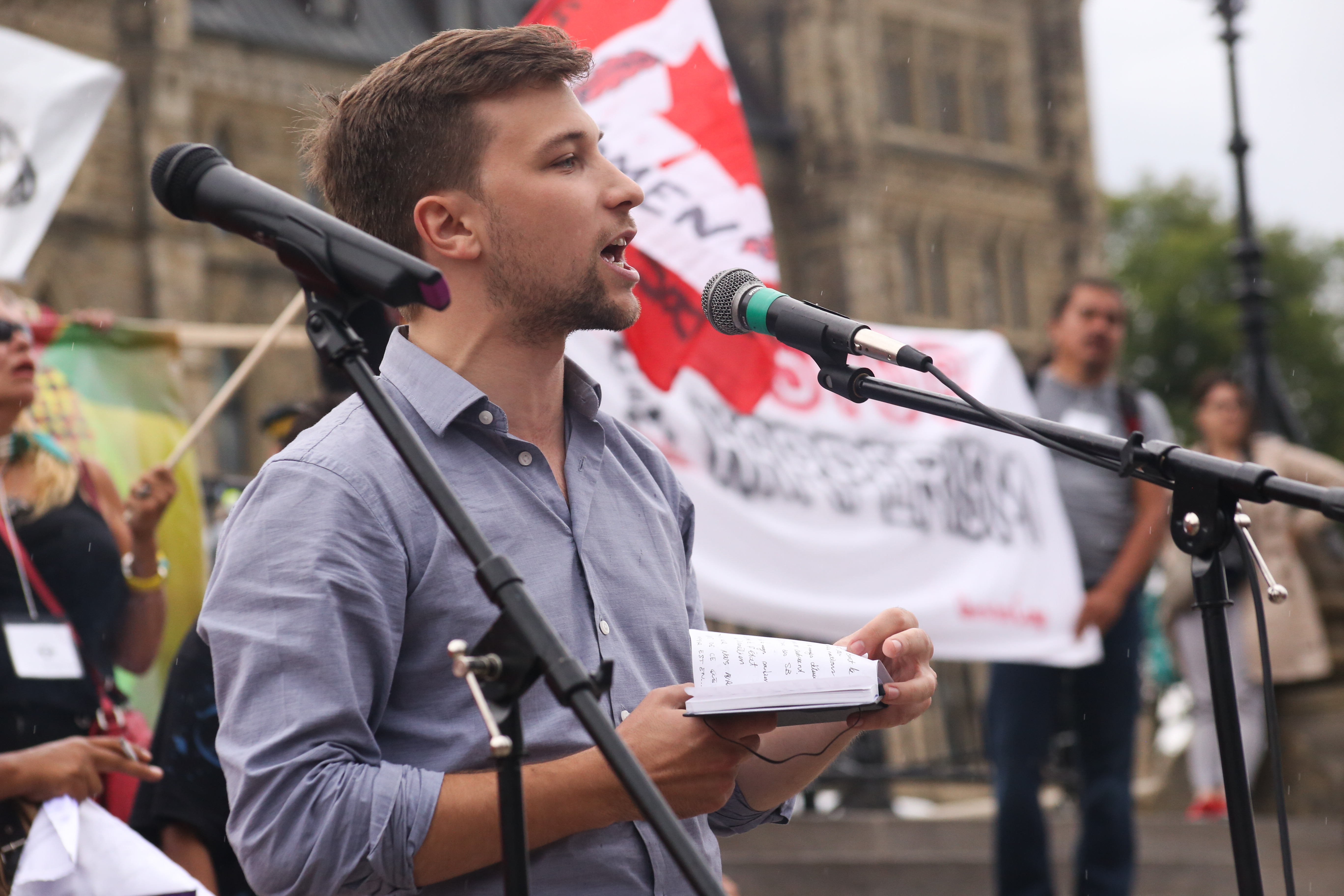
Gabriel Nadeau-Dubois durant un discours en 2014.

Peu après sa démission à titre de porte-parole de la CLASSE, en août 2012, Nadeau-Dubois est embauché à titre contractuel par la CSN-Construction pour effectuer un mandat d'agent de recherche. Son mandat temporaire consiste notamment à faire l'historique des conventions collectives dans le secteur de la construction au Québec.
Nadeau-Dubois termine sa majeure en histoire, culture et société lors de la session d'automne 2012. Il entreprend par la suite une mineure en philosophie à l'Université de Montréal.
Il participe à plusieurs émissions radiophoniques de 2013 à 2016 (C’est pas trop tôt! et Gravel le matin sur les ondes de Radio-Canada). Ses chroniques portent sur le volet "société".
Au terme de l’année 2016, Gabriel Nadeau-Dubois obtient son diplôme de maîtrise en sociologie à l'Université du Québec à Montréal.

### Politique

#### InitiativeFaut qu'on se parle
Le 28 septembre 2016, il lance avec cinq autres personnalités ainsi que divers groupes militants de gauche l'initiative politique non partisane Faut qu'on se parle. Celle-ci a consisté en une série de consultations publiques et « d'assemblées de cuisine » à propos de l'avenir du Québec, menant notamment à la publication d'un essai collectif intitulé Ne renonçons à rien,,.

#### Passage en politique parlementaire
Le 9 mars 2017, Gabriel Nadeau-Dubois se lance en politique parlementaire sous la bannière de Québec solidaire en briguant l'investiture de la circonscription montréalaise de Gouin. Il brigue à la fois le poste de porte-parole masculin du parti et le siège laissé vacant par la démission de Françoise David. Il obtient le 21 mai la confiance des solidaires à titre de porte-parole et quelques jours plus tard, celle des citoyens de Gouin pour devenir leur député à l'occasion d'une élection partielle. Le Parti québécois ne présente pas de candidat à son encontre. 
Il est, depuis le 21 mai 2017, porte-parole masculin de Québec solidaire, fonction qu'il occupe aux côtés de Manon Massé, porte-parole féminine. Durant la campagne électorale, Nadeau-Dubois est en retrait derrière Massé, qui représente le parti lors des débats nationaux.
Il souhaite redonner de l’espace de parole à la totalité du peuple québécois, donner plus d’importance à l’environnement, à l’immigration, et surtout à l’éducation. Concernant l’environnement il martèle les objectifs de Québec solidaire en matière de réduction de gaz à effet de serre. Concernant l’immigration, il condamne la xénophobie et le rejet du multiculturalisme et dénonce l’américanisation qui serait la véritable menace à la culture québécoise. Et pour l’éducation, il tente d’intégrer les luttes qu’il mène depuis de longue date dans les objectifs de son parti.
À l’heure où de nouveaux discours contestataires ont émergé en décembre 2018 en Europe, Gabriel Nadeau-Dubois est également déterminé à représenter l’opposition aux partis dominants. Les enjeux de justice étant ses principaux combats, il justifie le mouvement des Gilets jaunes qui s’insurgent en France : « Ils font la démonstration éloquente que sans justice sociale, la transition écologique ne tiendra jamais la route. »

#### Réélection
Lors des élections générales du 1er octobre 2018, Gabriel Nadeau-Dubois est réélu comme député de Gouin avec 59,14 % des voix. Il est par la suite nommé leader parlementaire, du troisième groupe d’opposition par son caucus.
En septembre 2021, Nadeau-Dubois devient chef parlementaire de Québec solidaire, et annonce vouloir être l'aspirant premier ministre du parti pour les élections générales québécoises de 2022.

#### Retrait de la vie politique
Le 20 mars 2025, il annonce son départ de la vie politique, invoquant les défis rencontrés par Québec solidaire au cours des deux dernières années. Il renonce alors à son poste de porte-parole masculin et de chef parlementaire du parti, mais continuera d'exercer son mandat de député de Gouin jusqu'à son terme,.

## Publications et récompenses
À l'automne 2013, il publie, chez Lux Éditeur, un essai portant sur la grève étudiante de 2012 et sur son propre engagement, Tenir tête. Cet ouvrage reçoit, en novembre 2014, le prix du Gouverneur général dans la catégorie Essais. Gabriel Nadeau-Dubois accepte le prix, mais annonce à l'émission Tout le monde en parle qu'il décide de remettre la totalité de la bourse de 25 000 dollars qui lui est accordée à la lutte contre la construction de l'oléoduc Énergie-Est de TransCanada. Il demande alors l'aide du public afin de doubler le montant de son prix. La campagne de sociofinancement intitulée Doublons la mise a permis de recueillir 385 000 $.
En 2013, il reçoit le Prix Impératif français pour « son engagement à défendre une accessibilité élargie à l'éducation postsecondaire, dans une société la plus équitable possible ». Au début de septembre 2014, il publie, chez Écosociété, un collectif sur la gratuité scolaire, Libres d’apprendre. Plaidoyers pour la gratuité scolaire,.

## Distinctions
- Prix Impératif français 2013[49].
- Prix littéraires du Gouverneur général 2014 (section "essai") pour Tenir tête[50].

## Fiction
En avril 2017, paraît Tenir parole, un roman écrit par Clément Courteau et Louis-Thomas Leguerrier, deux membres du collectif Hors-d'Œuvre situé « à gauche de la gauche » et jugé plus radical que l'entourage de Gabriel Nadeau-Dubois. Ces jeunes auteurs prennent pour personnage principal un Nadeau-Dubois fictif, l'intrigue se déroulant durant la grève étudiante de 2012.

## Résultats électoraux

### Élections générales québécoises
| Année | Parti  | Parti            | Circonscription | Voix  | %    | Rang | Issue |
| ----- | ------ | ---------------- | --------------- | ----- | ---- | ---- | ----- |
| 2017  |        | Québec solidaire | Gouin           | 9 832 | 69,3 | 1er  | Élu   |
| 2018  | 17 977 | Québec solidaire | Gouin           | 59,1  | 1er  | Élu  |       |
| 2022  | 17 283 | Québec solidaire | Gouin           | 59,4  | 1er  | Élu  |       |